# منية المباشرين
منية المُباشِرين إحدى قرى مركز زفتى التابع لمحافظة الغربية بجمهورية مصر العربية.

## التاريخ
قرية منية المباشرين من القرى القديمة، حيث وردت باسم «منية المباشرين» في أعمال الغربية ضمن قرى الروك الصلاحي التي أحصاها ابن مماتي في كتاب قوانين الدواوين، كما وردت باسم «منية المباشرين» في أعمال الغربية ضمن قرى الروك الناصري التي أحصاها ابن الجيعان في كتاب «التحفة السنية بأسماء البلاد المصرية». وفي تاريخ 1228هـ/1813م الذي عدّ قرى مصر بعد المسح الذي قام به محمد علي باشا باسم «ميت المباشرين» ضمن قرى مديرية الغربية.
ألغي الكفر في سنة 1275 هـ وأضيف زمامه إلى شبراملس وذلك ذكر في الخطط التوفيقية باسم منية شبراملس. صدر قرار بفصل الكفر عن شبراملس في سنة 1906.

## السكان
بلغ عدد سكان منية المباشرين 2469 نسمة حسب تقدير عام 2018.
| السنة  | 1882 | 1907 | 1960 | 1976 | 1986 | 1996 | 2006  | 2018 |
| ------ | ---- | ---- | ---- | ---- | ---- | ---- | ----- | ---- |
| القرية | 389  | 379  | 625  | 947  | 1204 | 1588 | 1,856 | 2469 |